# Lausitzer Neiße

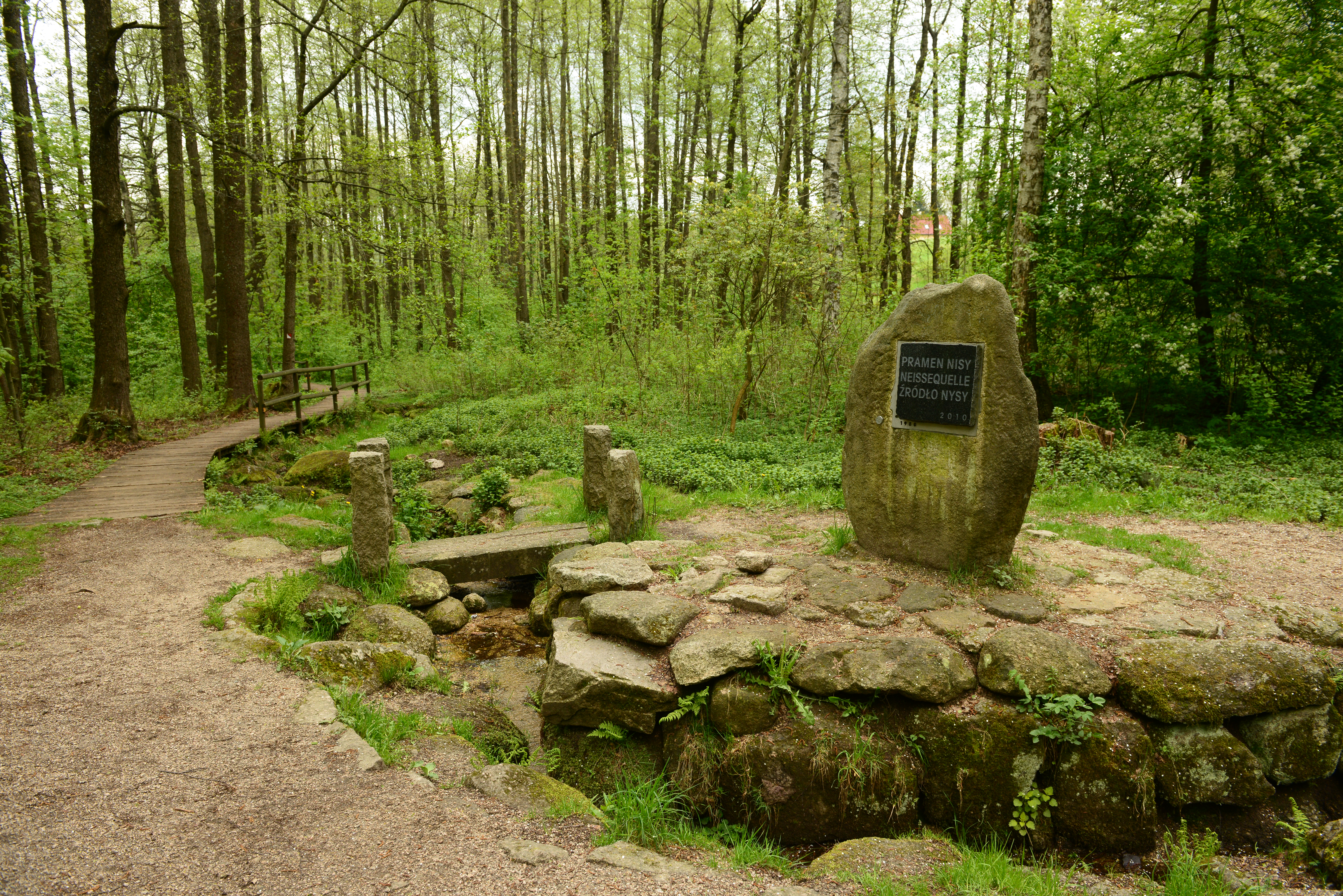
Quelle der Lausitzer Neiße

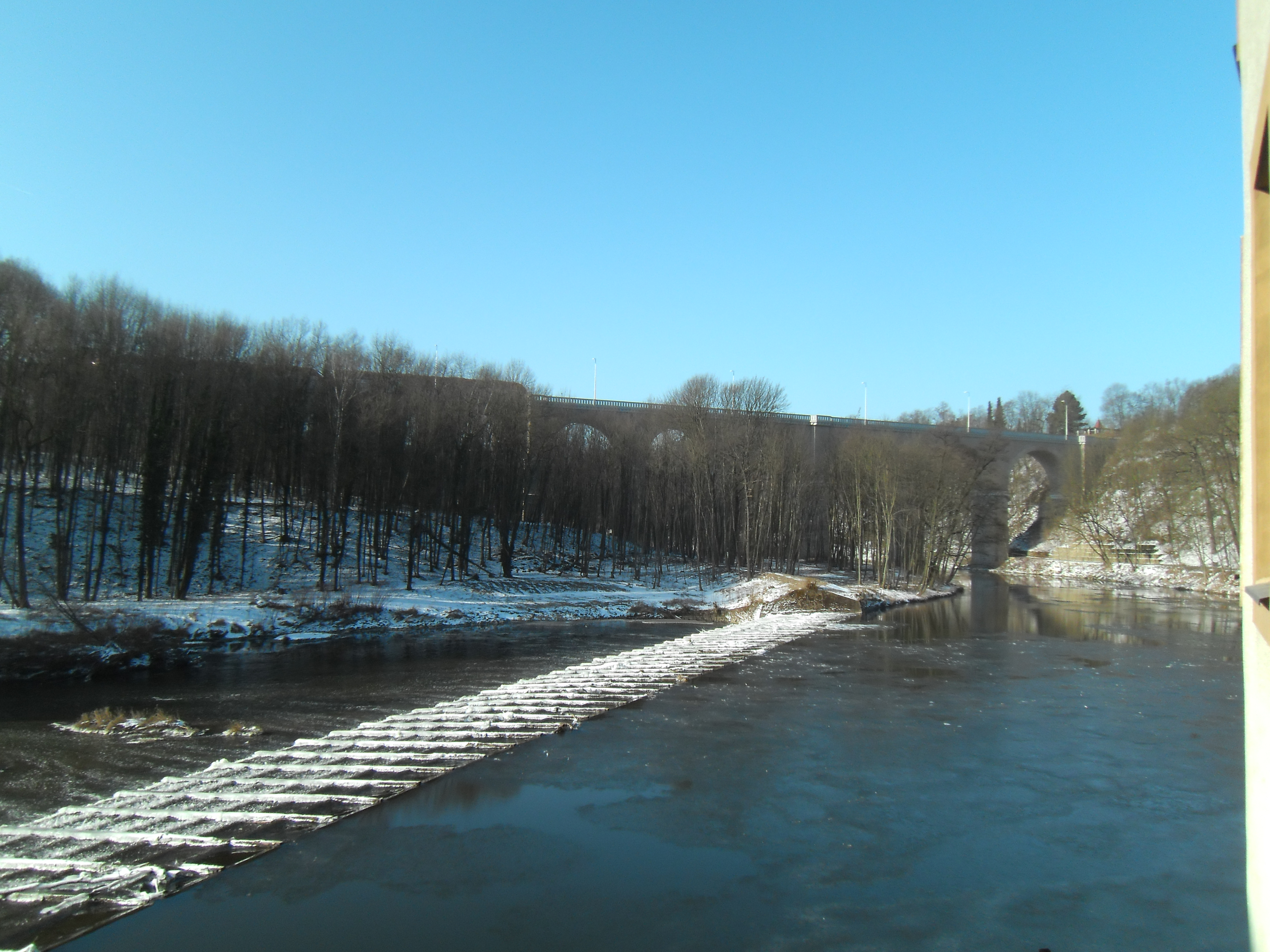
Staustufe der Lausitzer Neiße an der Obermühle in Görlitz

Die Lausitzer Neiße (obersorbisch Łužiska Nysa; niedersorbisch Łužyska Nysa; tschechisch Lužická Nisa; polnisch Nysa Łużycka; früher auch Görlitzer Neiße) ist ein 254 km langer linker Nebenfluss der Oder, der vom Isergebirge durch den Osten der Ober- und Niederlausitz nach Norden fließt. Sie ist der längste der Neiße-Flüsse und bildet als Ergebnis des Zweiten Weltkrieges einen Teil der deutsch-polnischen Grenze. Aufgrund ihres Bezuges zu Deutschland wird sie deshalb  häufig nur als Neiße bezeichnet. Der Fluss ist auf 14,2 Kilometern als Landeswasserstraße ausgewiesen.

## Name
Der Fluss wurde 1241 als Niza erstmals schriftlich erwähnt. Der Name stammte vermutlich zunächst aus dem indogermanischen und hieß *Neidsā. Mit germanischen Lautwandel wurde er zu *Nīsa und von slawischen Siedlern als <Niza, Nizza> übernommen. Die indogermanische Verbalwurzel *neid- bedeutet „strömen“, entsprechend könnte die ursprüngliche Bedeutung „Gewässer mit Strömung“ gewesen sein.

## Verlauf
Die Lausitzer Neiße entspringt mit den Quellflüssen (Wiesentaler Neiße, Weiße Neiße, Schwarze Neiße und Gablonzer Neiße) im Isergebirge im Norden Tschechiens.
Die Wiesentaler Neiße (Lučanská oder Lužická Nisa) entspringt am nördlichen Fuß der Černá studnice (Schwarzbrunnkoppe) und fließt durch den Ort Lučany nad Nisou (Wiesental). Die Gablonzer Neiße oder Neudorfer Bach (Novoveský potok) mündet in Jablonec nad Nisou (Gablonz) in die Neiße. Die Weiße Neiße (Bílá Nisa bzw. Rýnovická Nisa) fließt durch Bedřichov (Friedrichswald) und Janov nad Nisou (Johannesberg) und mündet unterhalb von Jablonec in die Neiße.
Nördlich von Bedřichov wird die Schwarze Neiße (Černá Nisa) in der Talsperre Bedřichov gestaut, fließt durch Kateřinky (Katharinberg) und mündet in Stráž nad Nisou (Alt Habendorf) in die Neiße.
Die Neiße fließt durch Jablonec nad Nisou (Gablonz) und Liberec (Reichenberg) und erreicht bei Hartau in 234 m Höhe die deutsche Grenze. Der Mittlere Abfluss (MQ) an der tschechisch-deutschen Grenze liegt bei 5,4 m³/s. Die Flusslänge in Tschechien beträgt 55,1 km, das dortige Wassereinzugsgebiet 375,3 km².
Bis zum Dreiländereck südlich von Zittau bildet der Fluss auf etwa einem Kilometer die Grenze zwischen Deutschland und Tschechien. In ihrem weiteren Lauf nach Norden ist die Neiße auf 124 Kilometer der Grenzfluss zwischen Sachsen und dem polnischen Powiat Zgorzelecki in der Woiwodschaft Niederschlesien (Dolnośląskie). Nordwärts verläuft der Fluss weiter durch Görlitz/Zgorzelec, vorbei an Rothenburg/Oberlausitz. Auf der rechten Neißeseite beginnt in Sobolice (Zoblitz) die Woiwodschaft Lebus (Lubuskie). Die Neiße fließt weiter in Richtung des Fürst-Pückler-Parks bei Bad Muskau. Hinter dem Dorf Köbeln, das Hermann von Pückler-Muskau im 19. Jahrhundert von der rechten auf die linke Neißeseite verlegen ließ, verlässt die Neiße die Oberlausitz und bildet ab hier auf deutscher Seite die Grenze zu Brandenburg. Sie fließt vorbei an den niederlausitzischen Städten Forst (Lausitz) und Guben/Gubin und mündet schließlich rund 15 Kilometer vor Eisenhüttenstadt bei Ratzdorf/Kosarzyn (Kuschern) in die Oder bei km 542,40. Ihre Wasserführung beträgt dort im Mittel rund 32 m³/s.
Die 410 m lange Mündungsstrecke der Lausitzer Neiße (LsN) zählt zu den sog. sonstigen Binnenwasserstraßen des Bundes in der Zuständigkeit des Wasserstraßen- und Schifffahrtsamtes Eberswalde.

## Brücken zwischen Deutschland und Polen
Über 90 % der vorhandenen Brücken wurden gegen Ende des Zweiten Weltkrieges von der zurückweichenden Wehrmacht gesprengt, um den Vormarsch der Roten Armee zu behindern. Ein Wiederaufbau der Brücken durch die DDR fand kaum statt, aber auch nach dem Beitritt Polens zum Schengener Abkommen im Jahr 2004 sind noch viele Neißebrücken gesperrt, unter anderem aufgrund fehlender finanzieller Mittel zu deren Sanierung. Eine Idee des Baus einer neuen Brücke über den „Dreiländereck-Punkt“ (Dreiländereck Deutschland-Polen-Tschechien) wartet seit dem auf die Realisierung.
Die Sortierung der Brücken erfolgt stromabwärts, soweit bekannt.
- Himmelsbrücke südlich von Zittau am Dreiländereck (Abriss Oktober 2013)[11]
- Autobrücke Zittau, Friedensstraße[12]
- Fußgängerbrücke Zittau, Lusatiaweg (am 21. Dezember 2007 wiedereröffnet, erneute Sperrung im August 2010)[13]
- Brücke an der Zittauer Straße Zur Reißigmühle (Abriss Ende 2011)[14]

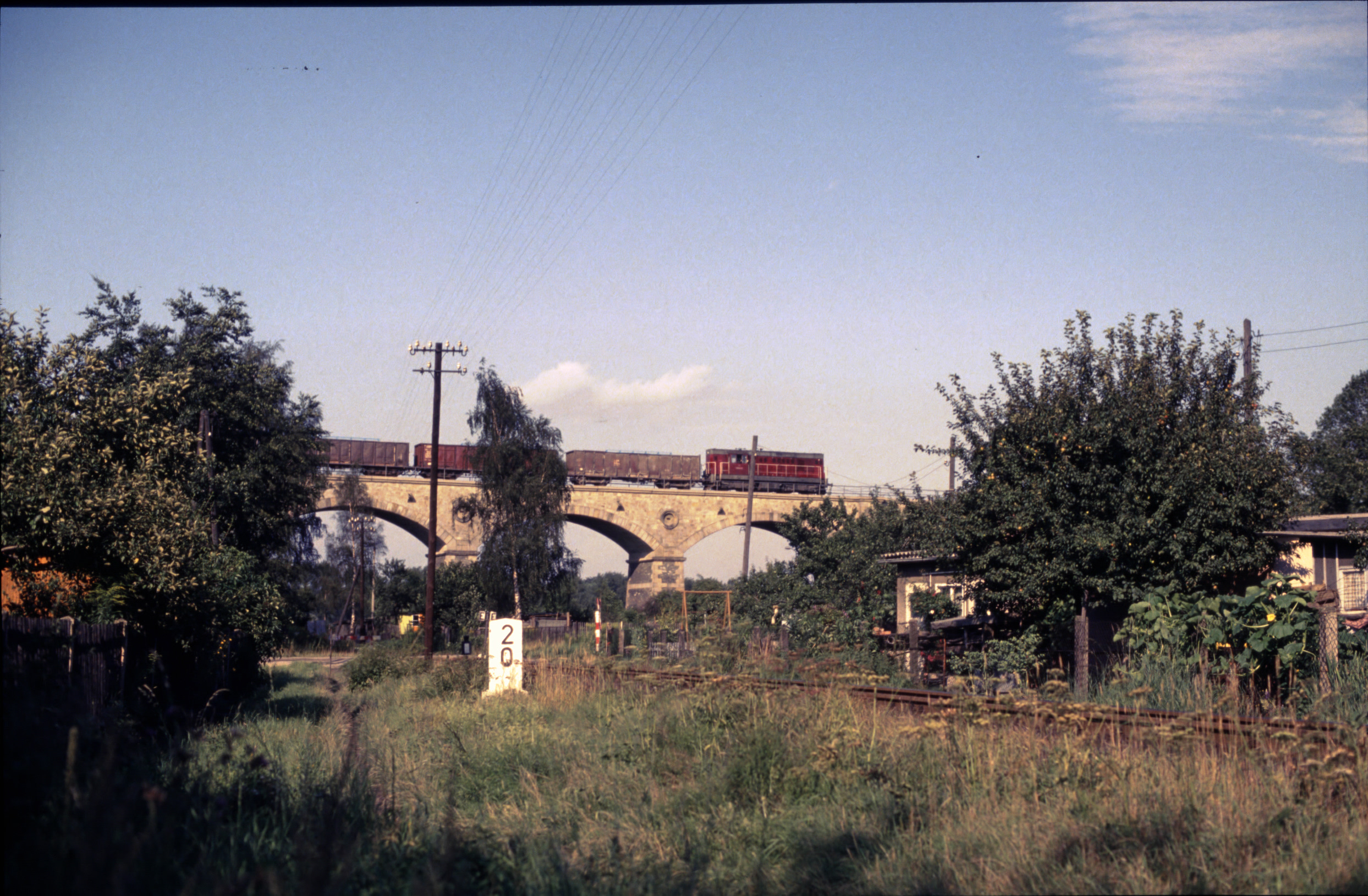
Eisenbahnbrücke in Zittau

- Eisenbahnbrücke der Bahnstrecke Liberec–Zittau
- Eisenbahnbrücke der Schmalspurbahn Zittau–Hermsdorf, 1945 stillgelegt
- Autobrücke Zittau, Chopinstraße nach Sieniawka (S146/354)
- Autobrücke Zittau, Bundesstraße 178 nach Sieniawka und Kopaczow/Oldrichov (Eröffnung 1. Juni 2013)
- Brücke bei Drausendorf (Zugang auf deutscher Seite 2009 durch Dammbau abgetragen, Abriss im April 2012)[15]
- Ehemalige Gießmannsdorfer Brücke am Kraftwerkswehr Hirschfelde (im September 2013 abgerissen)[16]
- Fußgängerbrücke über das Kraftwerkswehr Hirschfelde (nicht nutzbar, da Privatgelände)[16]
- Ehemalige Aschebrücke Hirschfelde (2009 abgerissen)
- Brücke an der Neißgasse bei Hirschfelde (nicht nutzbar aufgrund Sanierungsbedarf)[17]
- Drei aufeinander folgende Eisenbahnbrücken der Neißetalbahn nördlich von Hirschfelde
- Ehemalige Fußgängerbrücke im Ortsteil Rosenthal am Anfang des Neißetals nach Rohnau, heute Trzciniec (am 7. August 2010 durch das Hochwasser der Neiße weggerissen)
- Ehemalige Brücke in Ostritz am Sägewerk-Wehr im Kloster St. Marienthal (1945 gesprengt)
- Ehemalige Brücke in Ostritz am Neißeweg zwischen Kloster St. Marienthal und Rusdorf, heute Posada (1945 gesprengt, ein Wiederaufbau ist geplant)
- Ehemalige Blumberger Brücke zwischen Ostritz und Bratków (ehemals Blumberg)[18]
- Fußgängerbrücke in Ostritz zum Bahnhof Krzewina-Zgorzelecka (1945 gesprengt, für Fußgänger wieder aufgebaut, Ausbau für Kraftfahrzeuge ist geplant)
- Eisenbahnbrücke der Neißetalbahn südlich von Hagenwerder
- Autobrücke zwischen Hagenwerder und Radomierzyce (1945 zerstört, am 6. November 2003 wiedereröffnet)
- Ehemalige Eisenbahnbrücke der ehemaligen Bahnstrecke Görlitz–Zawidów
- Ehemalige hölzerne Fußgängerbrücke in Deutsch Ossig (zum Kriegsende 1945 gesprengt)
- Brückenruine in Görlitz, Ortsteil Weinhübel (am 7. Mai 1945 gesprengt)
- Ehemalige Fußgängerbrücke am Neißeviadukt (am 7. Mai 1945 gesprengt)

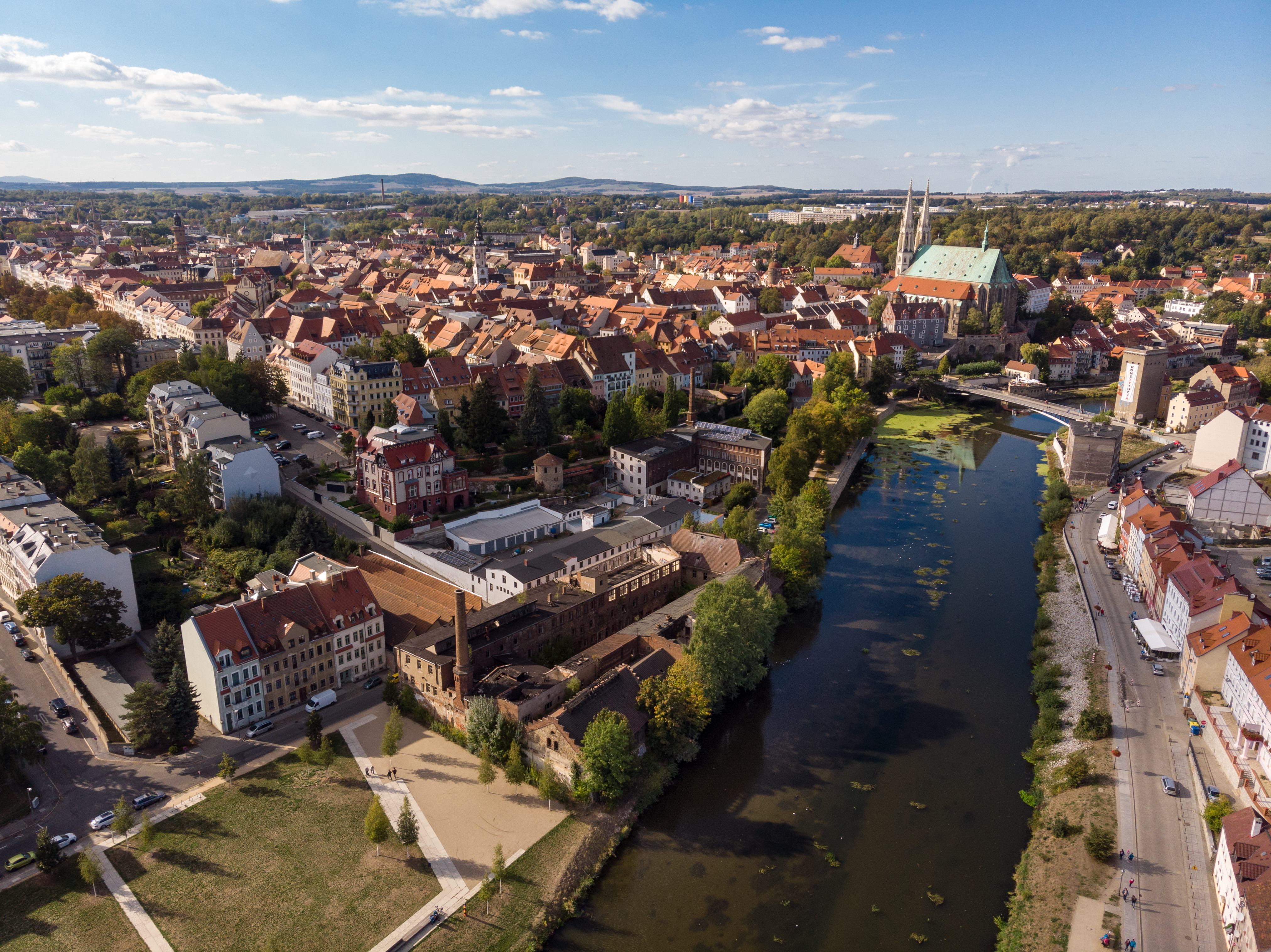
Neiße in Görlitz

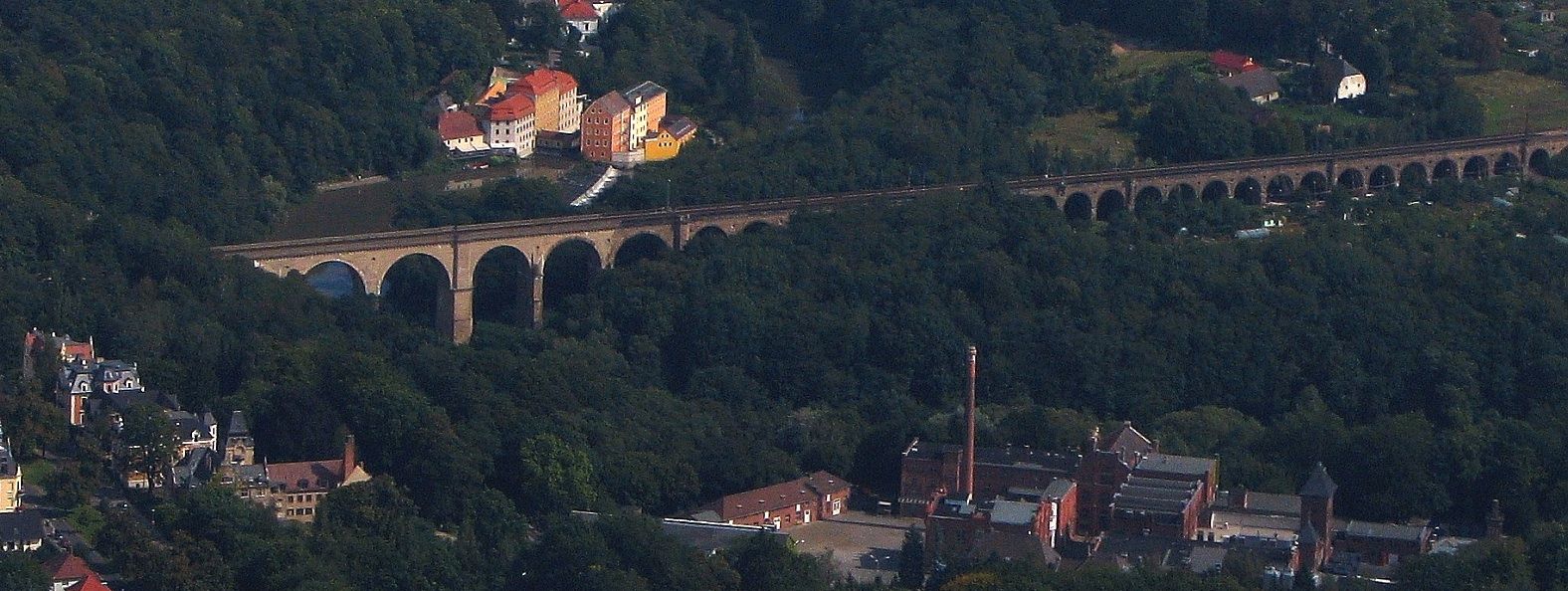
Neißeviadukt in Görlitz

- Neißeviadukt zwischen Görlitz und Zgorzelec der Bahnstrecke Wrocław Świebodzki–Zgorzelec (am 7. Mai 1945 gesprengt, Wiederaufbau in den 1950er Jahren, Wiederaufnahme des Verkehrs am 22. Mai 1957)

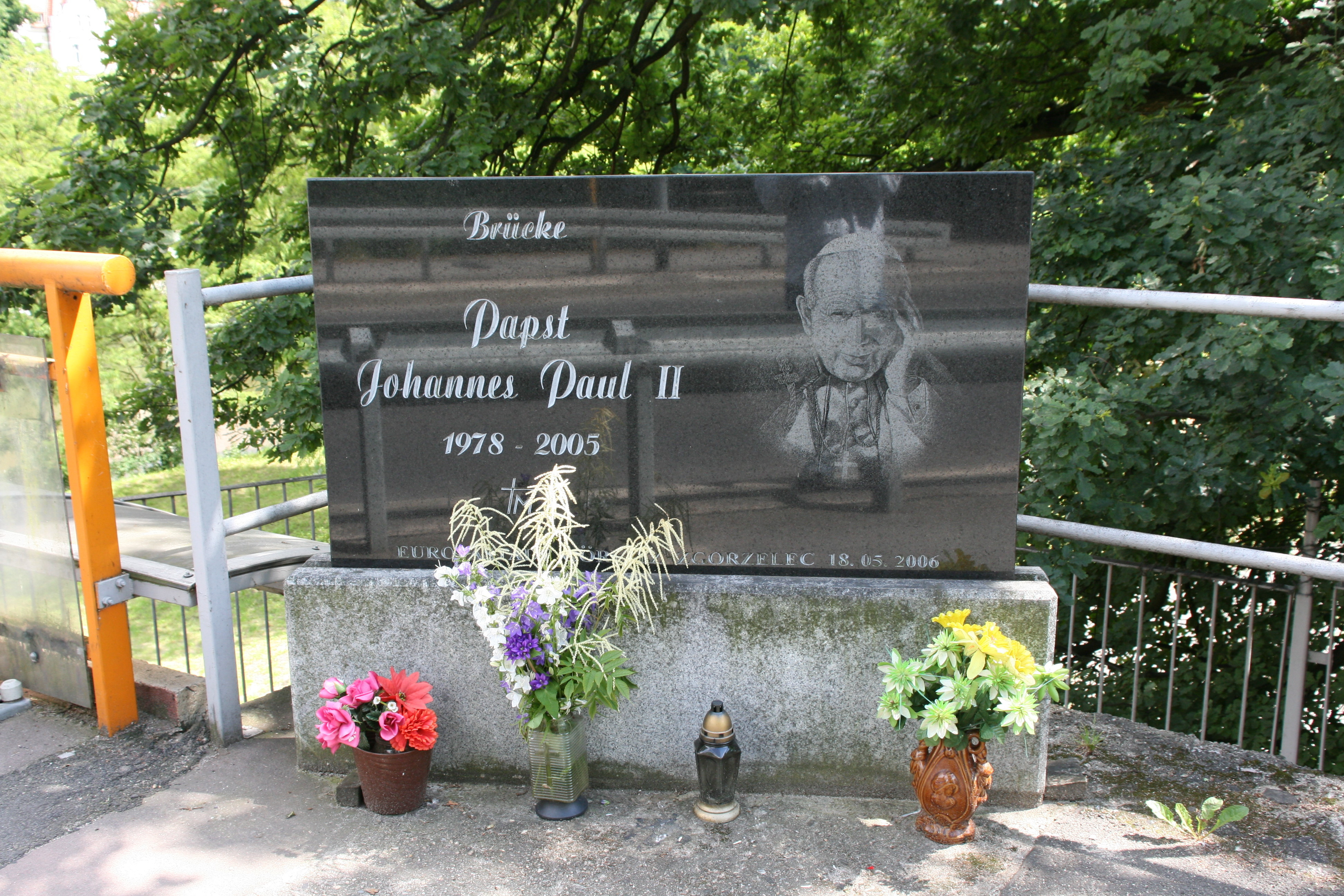
Stadtbrücke in Görlitz

- Stadtbrücke Görlitz–Zgorzelec (am 7. Mai 1945 gesprengt, trotz umgehenden Wiederaufbaus erst am 1. Oktober 1958 wieder für den Kraftverkehr freigegeben)
- Ehemalige Fußgängerbrücke am alten Schützenhaus, zwischen Schützenweg und ehemaliger Prager Straße (am 7. Mai 1945 gesprengt)
- Görlitzer Altstadtbrücke (Fußgängerbrücke). Die Brücke wurde am 7. Mai 1945 gesprengt und am 20. Oktober 2004 wieder aufgebaut.
- Ehemalige Fußgängerbrücke (Gasrohrüberführung) zwischen Nikolaigraben und den ehemaligen Bleichen am polnischen Ufer (am 7. Mai 1945 gesprengt)
- Autobahnbrücke A 4 bei Görlitz, Ortsteil Ludwigsdorf (im August 1996 eröffnet)[19]
- Fußgängerbrücke bei Deschka (1945 gesprengt und am 1. Juli 2007 wieder aufgebaut)[20]
- Eisenbahnbrücke der Bahnstrecke Węgliniec–Roßlau bei Zentendorf
- Hölzerne Wutbrücke nördlich von Neißeaue zwischen der Kulturinsel Einsiedel und Bielawa Dolna (1945 gesprengt, seit dem 2. Mai 2008 besteht eine Selbstbedienungsfähre für Wanderer und Radler)[21]
- Ehemalige Brücke zwischen Rothenburg und Tormersdorf (1945 gesprengt)[22]
- Ehemalige Brücke bei Lodenau (1945 gesprengt, eine neue Brücke ist von polnischer Seite erwünscht)[23]
- Ehemalige Eisenbahnbrücke der Kleinbahn Horka–Rothenburg–Priebus nördlich von Steinbach (1945 gesprengt)
- Ehemalige Brücke zwischen Klein Priebus und Buchwalde (1945 gesprengt)[24]
- Autobrücke zwischen Podrosche und Przewóz (1945 gesprengt, ein Neubau besteht seit 1994)[24]
- Ehemalige Brücke der damaligen Gemeinde Neißebrück zwischen Werdeck und Pattag (1945 gesprengt)[24]
- Ehemalige Straßenbrücke bei Pechern (1945 gesprengt, ist nur noch als Wehr existent)[24]
- Ehemalige Holzbrücke bei Sagar (1945 zerstört)[24]

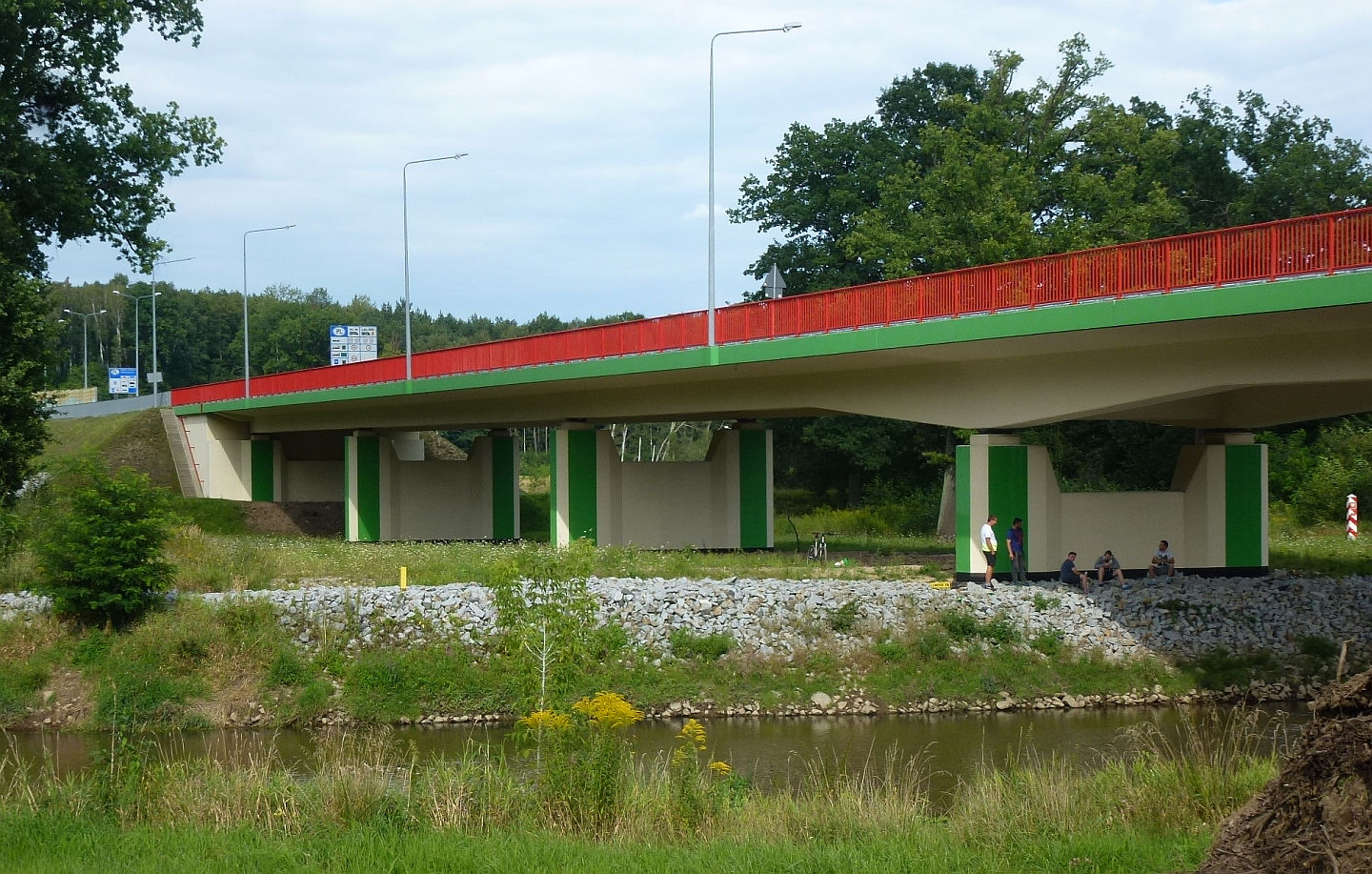
Brücke bei Sagar

- Autobrücke bei Sagar und Łęknica (Neubau als Teil einer Ortsumgehung, Ende 2011 eröffnet)
- Eisenbahnbrücke der Bahnstrecke Weißwasser–Bad Muskau nach Lubsko (seit dem 1. Januar 2001 stillgelegt, seit 2015 als Fußgänger-/Radwanderweg genutzt)
- Autobrücke Bad Muskau (1945 gesprengt, wiederaufgebaut)[24]

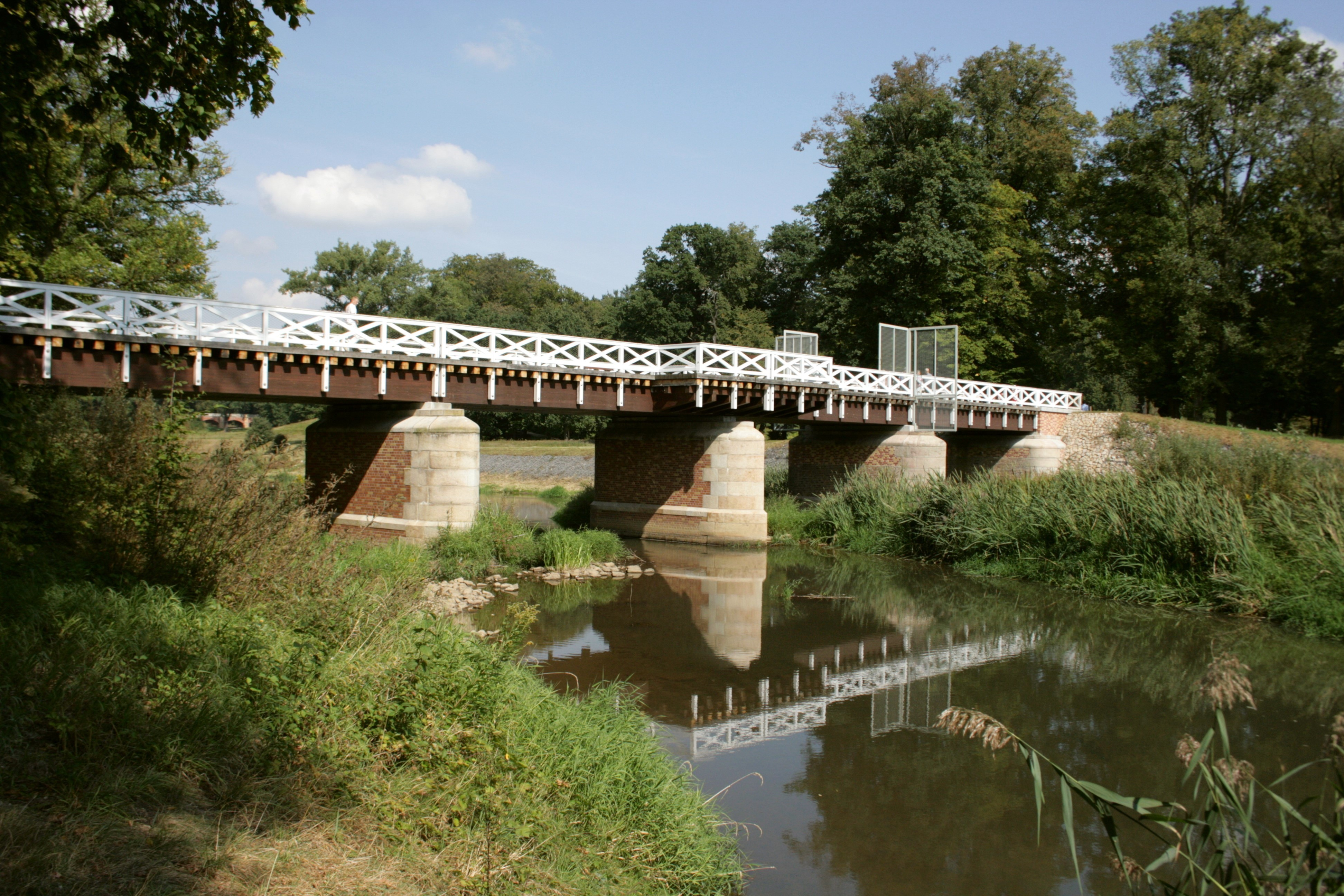
Doppelbrücke in Bad Muskau

- Doppelbrücke im Fürst-Pückler-Park Bad Muskau (1945 zerstört, seit 2003 besteht die Doppelbrücke wieder)
- Englische Brücke im Fürst-Pückler-Park Bad Muskau (1945 zerstört, seit Oktober 2011 besteht die Brücke wieder)
- Ehemalige Brücke bei Żarki Wielkie (1945 gesprengt)
- Fußgängerbrücke zwischen Zelz und Siedlec (1945 gesprengt, seit dem 5. September 2008 wieder begehbar)[25]
- Ehemalige Brücke zwischen Bahren (Neiße-Malxetal) und Buchholz, jetzt Bukowina (1945 gesprengt)

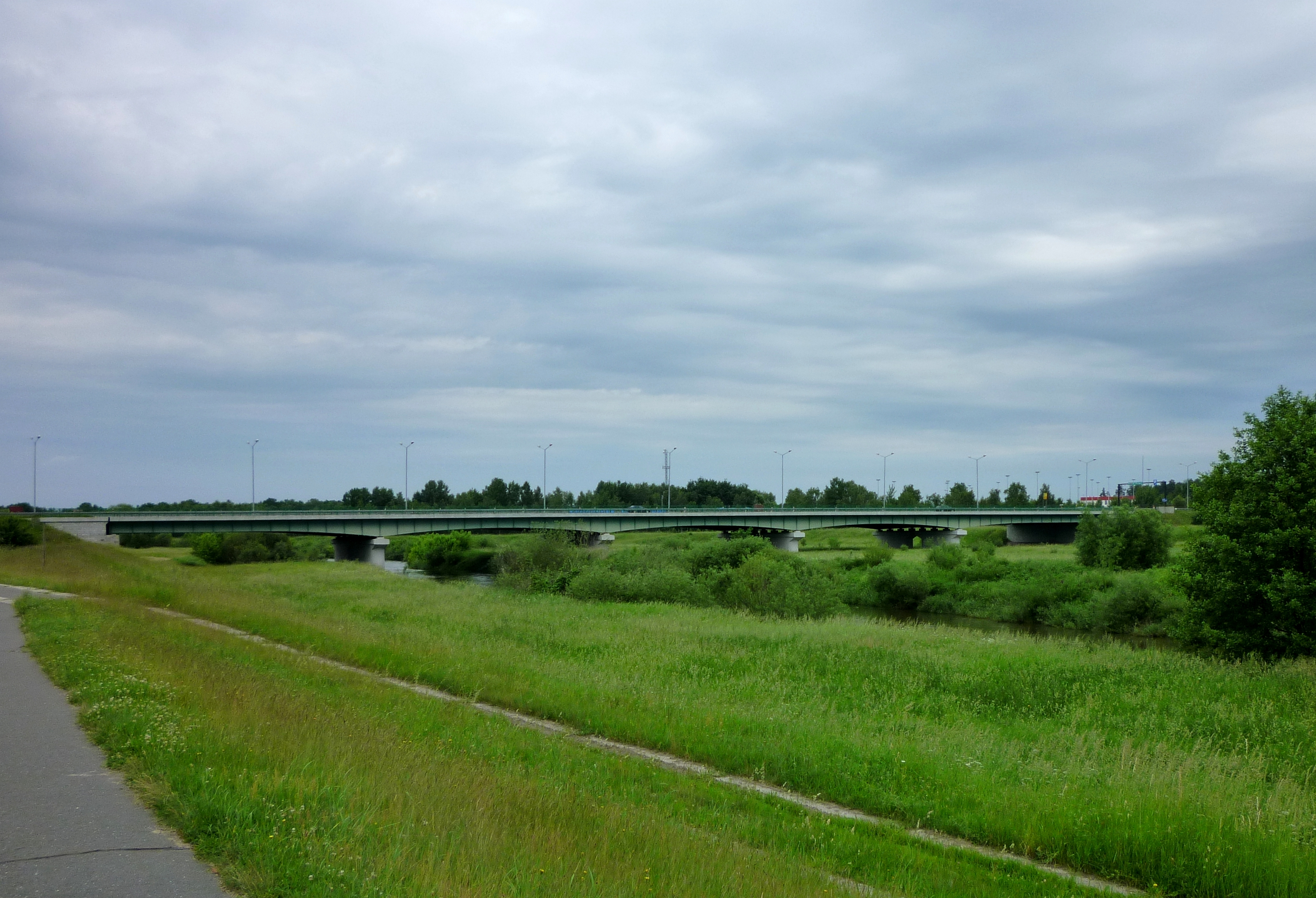
Autobahnbrücke der A 15 bei Forst

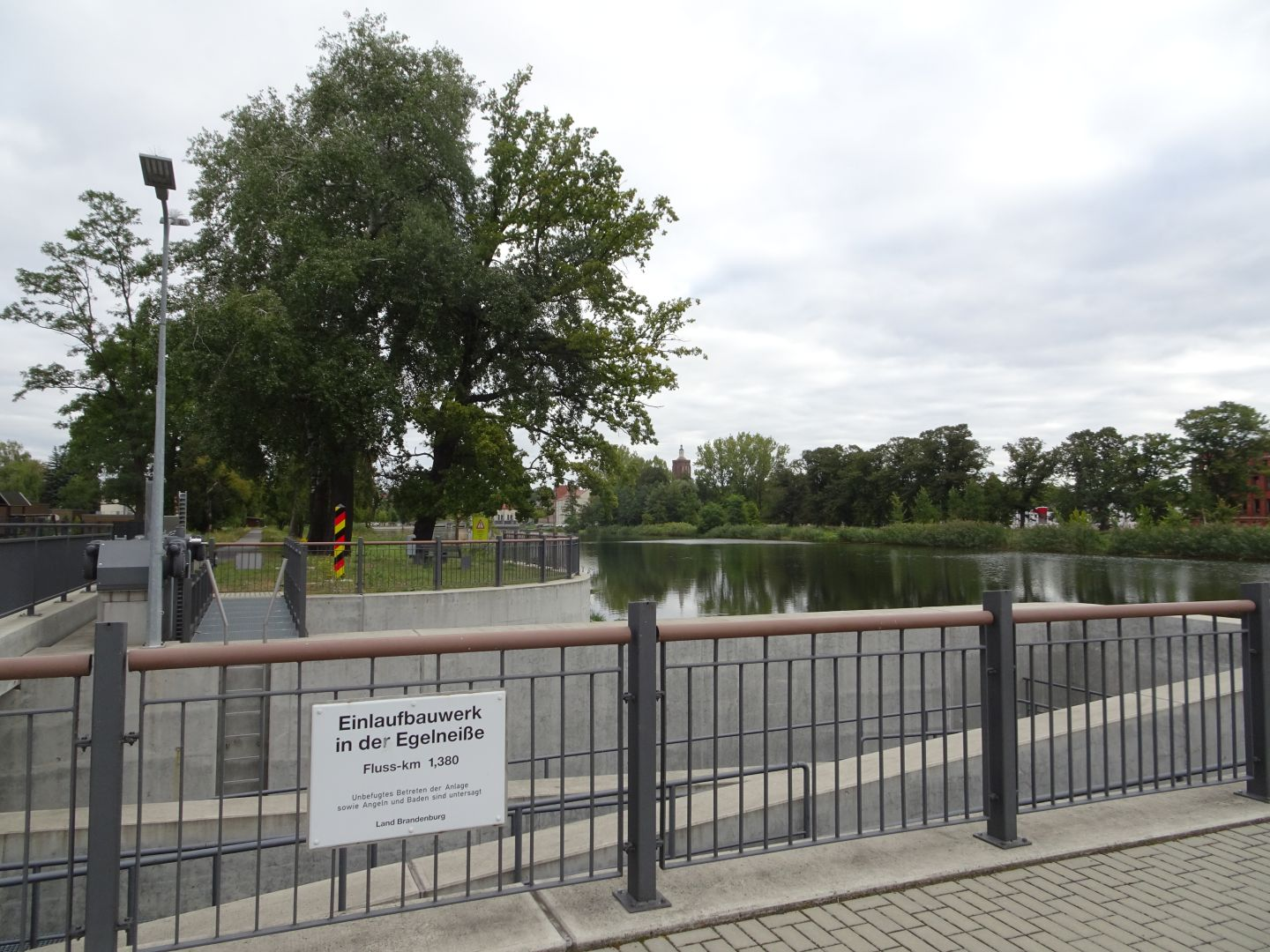
Einlaufbauwerk der Egelneiße in Guben

- Autobahnbrücke A 15 (1945 gesprengt, 1975 halbseitig wieder aufgebaut, am 21. September 1998 komplett neu erbaut)[26][27]
- Ehemalige Brücke im Ortsteil Klein Bademeusel der Stadt Forst (1945 gesprengt, provisorisch in den 1950er Jahren wieder aufgebaut, nach Fertigstellung der Autobahnbrücke wieder demontiert.[28])
- Ehemalige Brücke im Ortsteil Groß Bademeusel der Stadt Forst
- Ehemalige Brücke zwischen den Ortsteilen Keune und Scheuno der Stadt Forst[29]
- Ehemalige Brücke in Forst zwischen Skurumer Straße in Forst und Siedlung Skurum in Forst-Berge[30]
- Eisenbahnbrücke der Bahnstrecke Cottbus–Żary bei Forst
- Ehemalige Fußgängerbrücke in Forst an der Sorauer Straße (1945 gesprengt)
- Brückenruine in Forst am Gutenbergplatz/Mühlenstraße nach Zasieki (1945 gesprengt, Wiederaufbau im Gespräch)
- Ehemalige Hängebrücke auf Höhe Volksschule Forst (1945 gesprengt)[31]
- Autobrücke nördlich von Forst zur Bundesstraße 112
- Ehemaliger Fußgängersteg zwischen Jähnsdorf und Sacro[32]
- Ehemalige Brücke bei Sacro (1945 gesprengt)
- Ehemalige Brücke bei Briesnig nach Strega (1945 gesprengt)[33]
- Kleine Wehrbrücke für Fußgänger in Grießen
- Fußgängerbrücke mit Treppe zwischen Groß Gastrose/Albertinenaue und Gubin-Markosice[34]
- Autobrücke für die Bundesstraße 97 bei Klein Gastrose
- Autobrücke in Guben, Frankfurter Straße
- Fußgängerbrücke zwischen den Neiße-Terrassen von Guben und der Theaterinsel von Gubin (2008 eröffnet)[35]
- Nordbrücke in Guben (zerstört 1945)
- Eisenbahnbrücke der Bahnstrecke Guben–Zbąszynek
- Autobrücke bei Coschen (1945 zerstört, nach Wiederaufbau am 3. November 2014 eröffnet)[36][37]

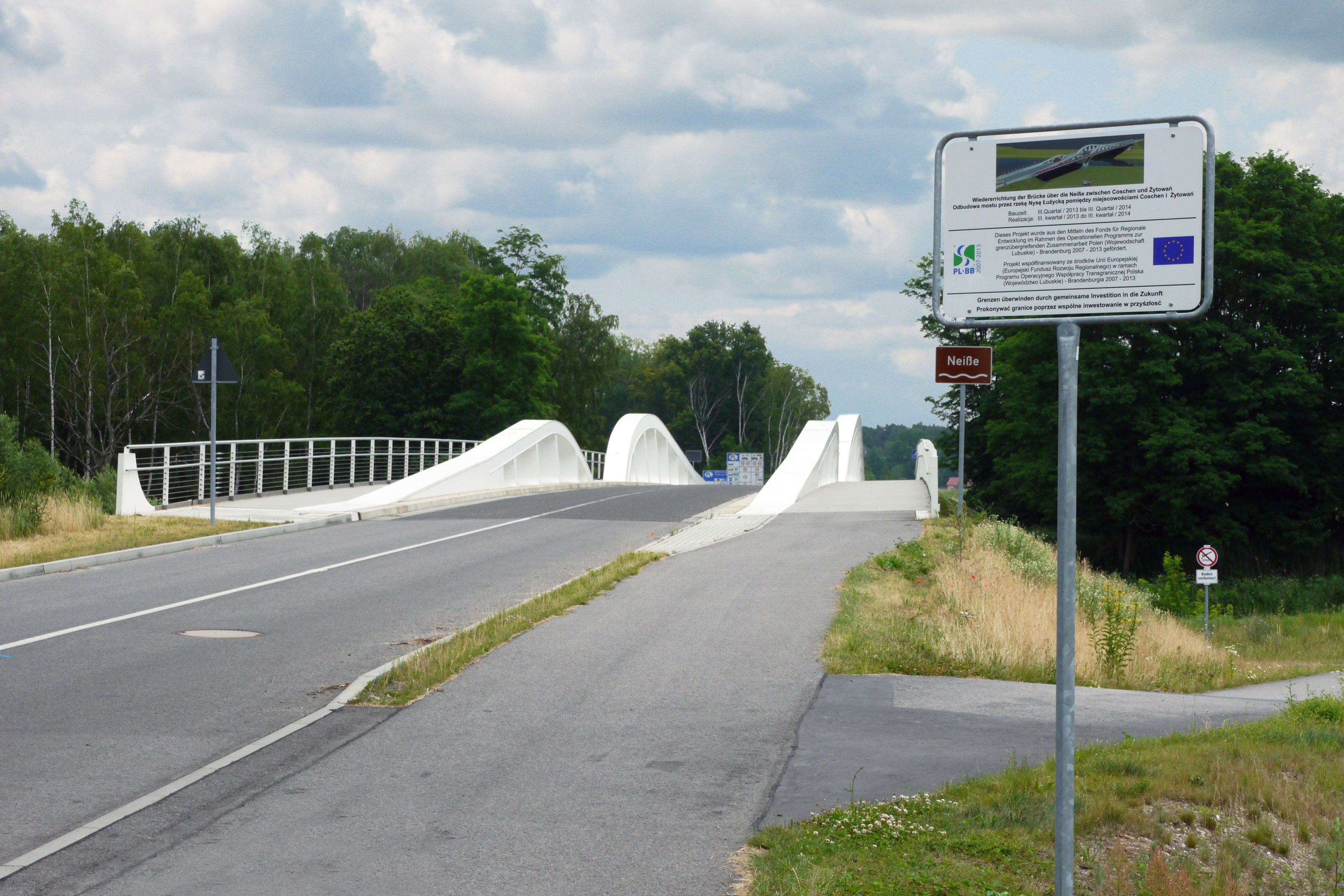
Die Brücke „Neißewelle“ bei Coschen

## Bilder

Vom Lauf der Neiße
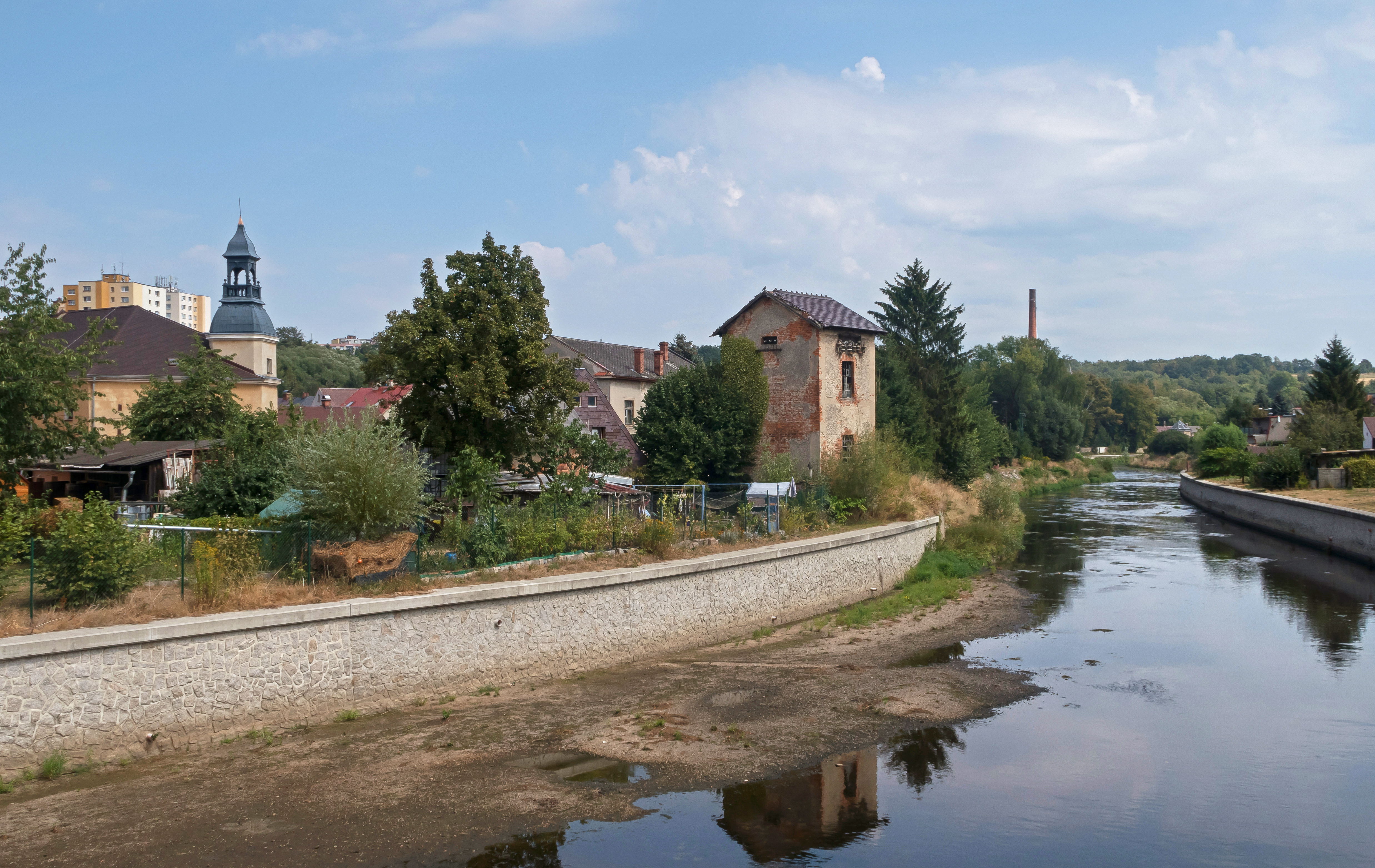
Die Neiße in Hrádek nad Nisou
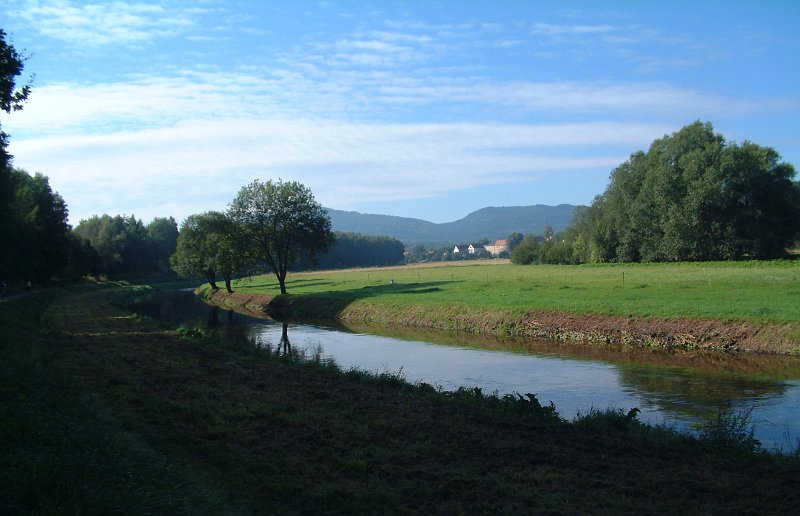
Die Neiße am Übertritt von Tschechien nach Deutschland.
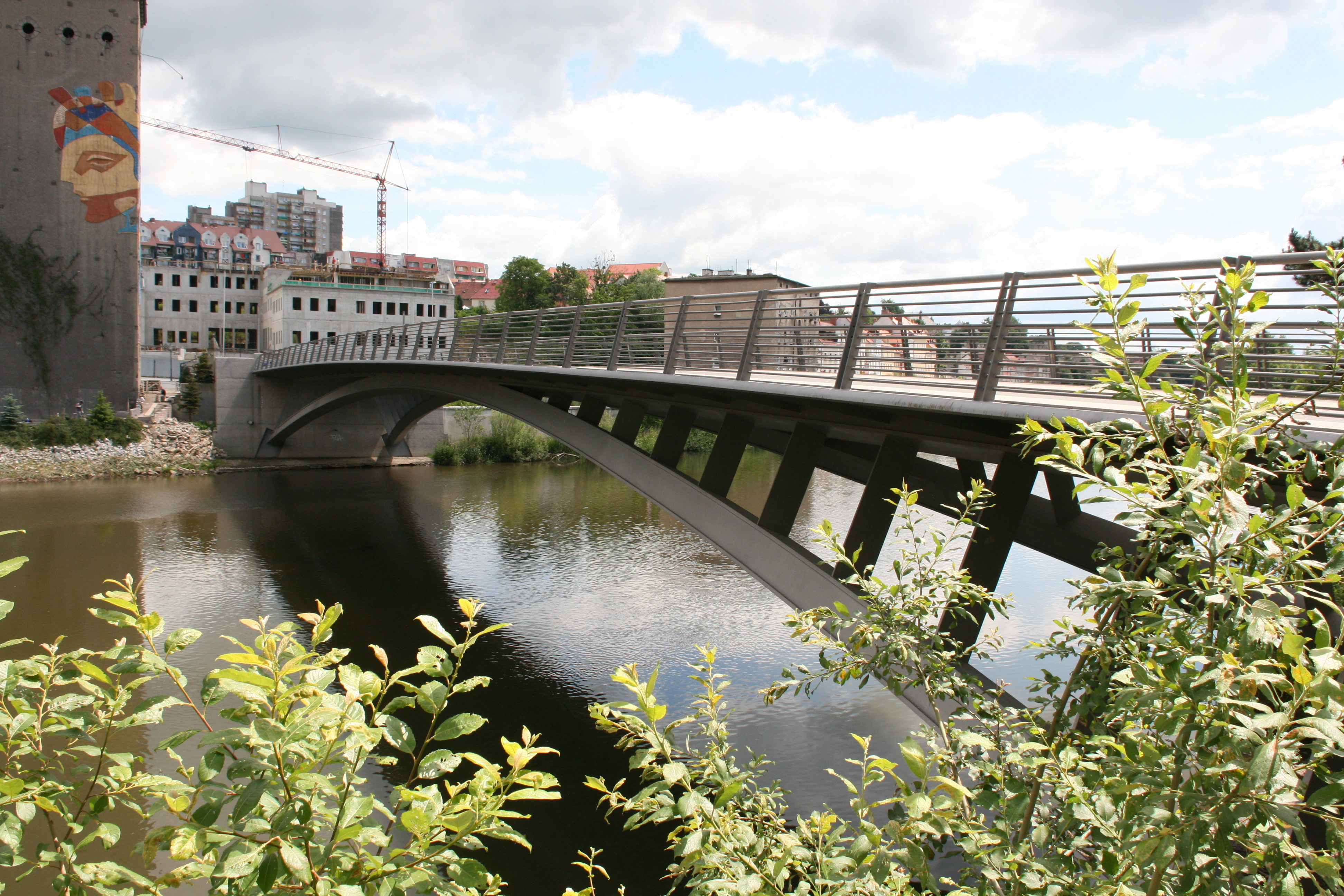
Die Altstadtbrücke in Görlitz.
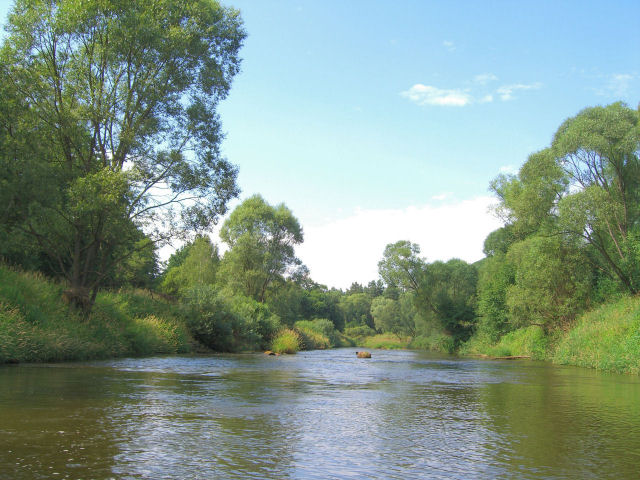
Die Neiße bei Skerbersdorf.
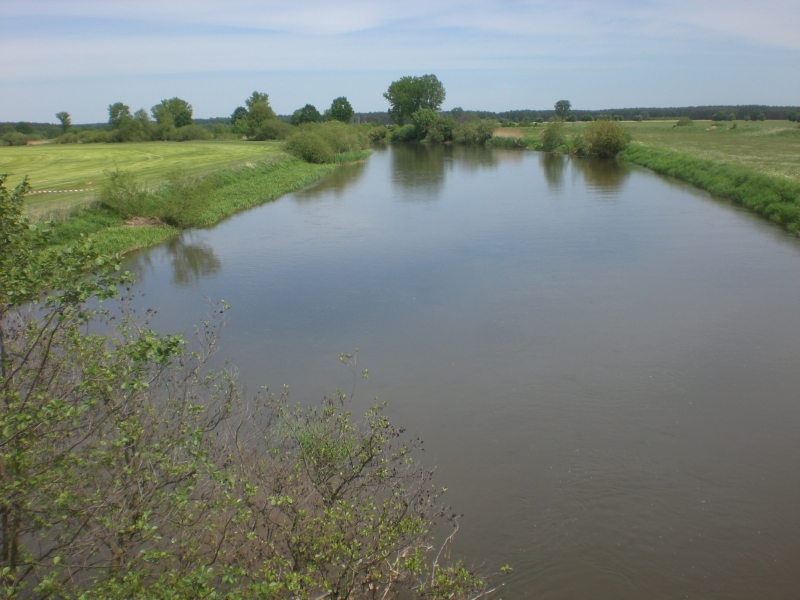
Blick von der Fußgängerbrücke zwischen Markosice und Albertinenaue in Richtung Norden
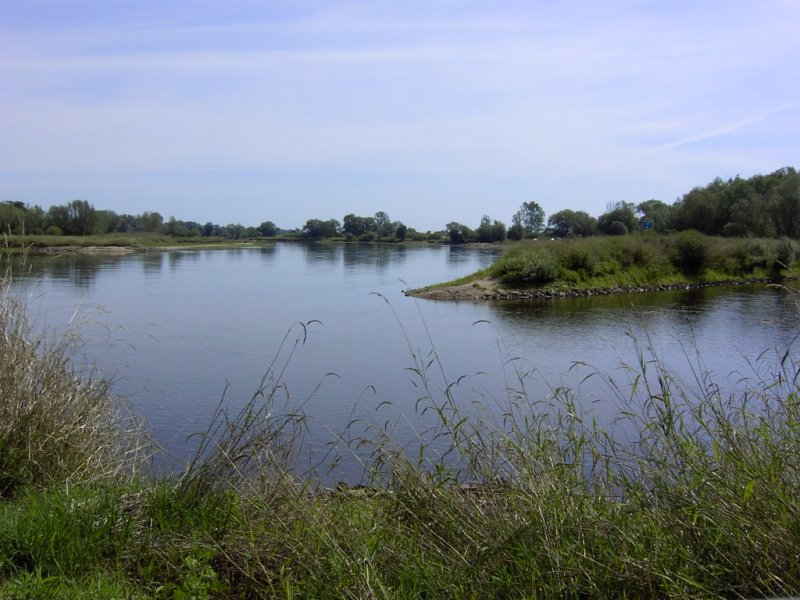
Die Mündung der Neiße in die Oder.

Geschlossene Neiße-Grenzbrücken zwischen Deutschland und Polen
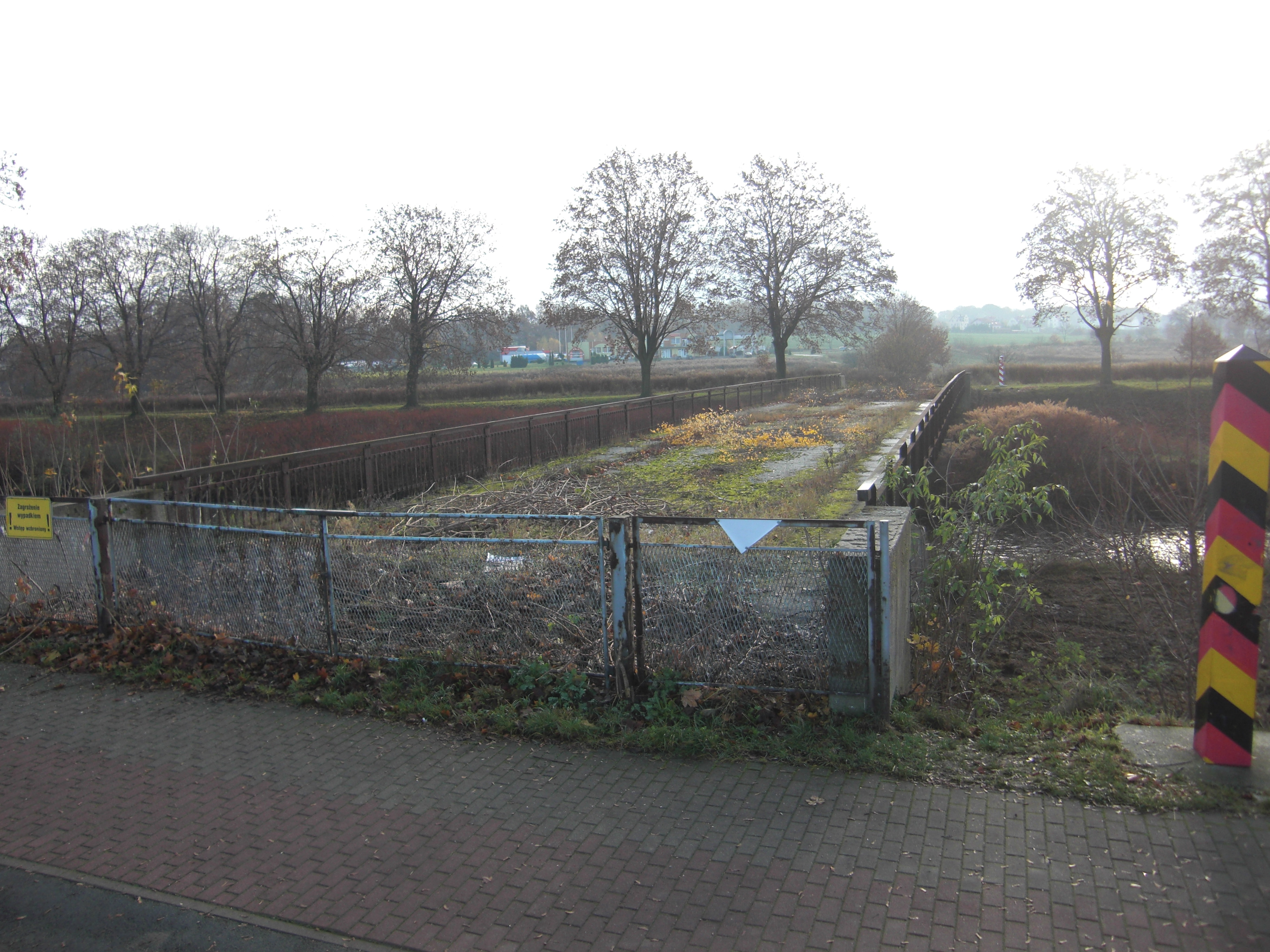
Zur Reißigmühle in Zittau. Ende 2011 abgerissen.
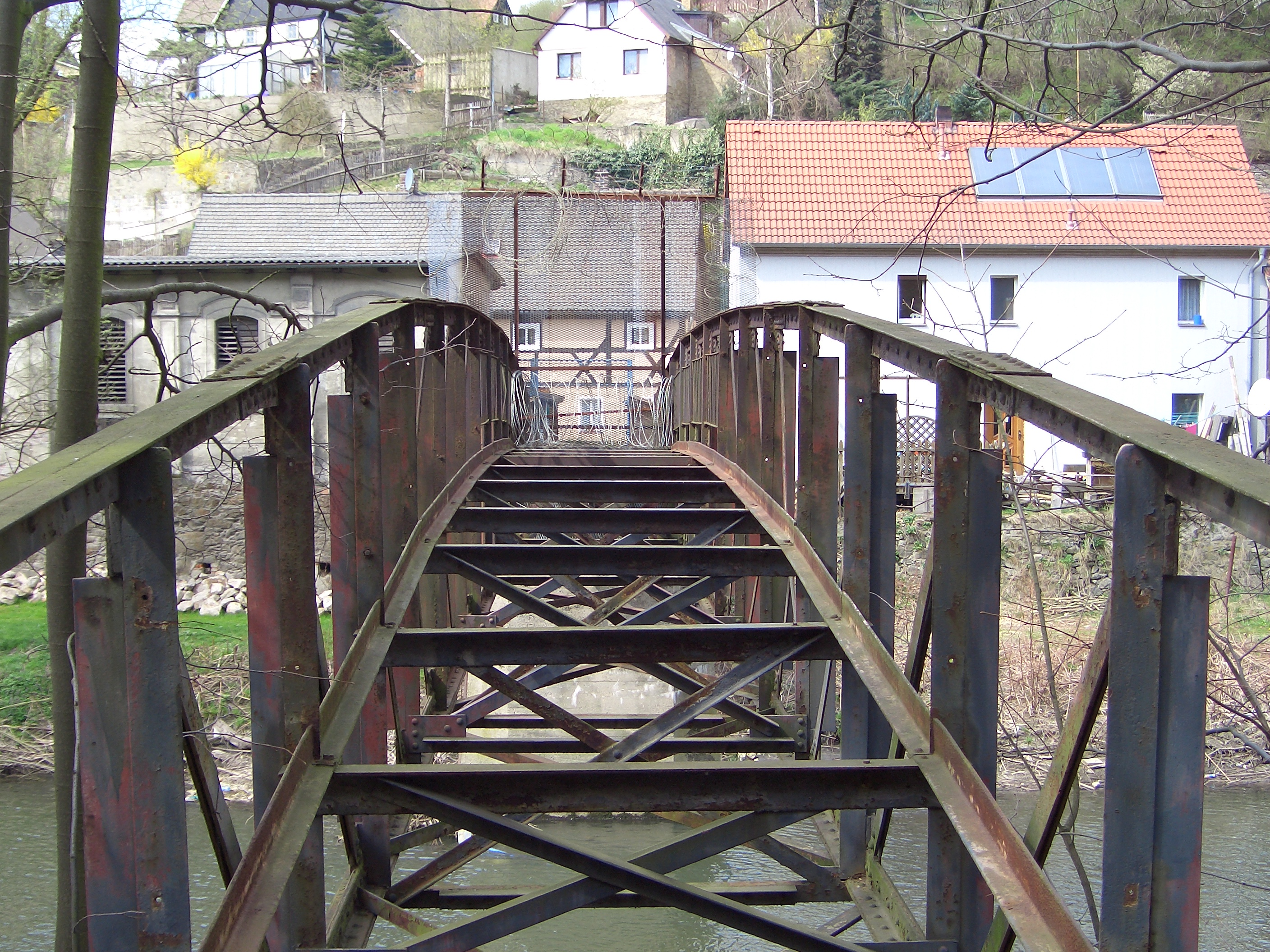
Die ehemalige Fußgängerbrücke nach Rohnau in Hirschfelde-Rosenthal wurde am 7./8. August 2010 Opfer des verheerenden Hochwassers.
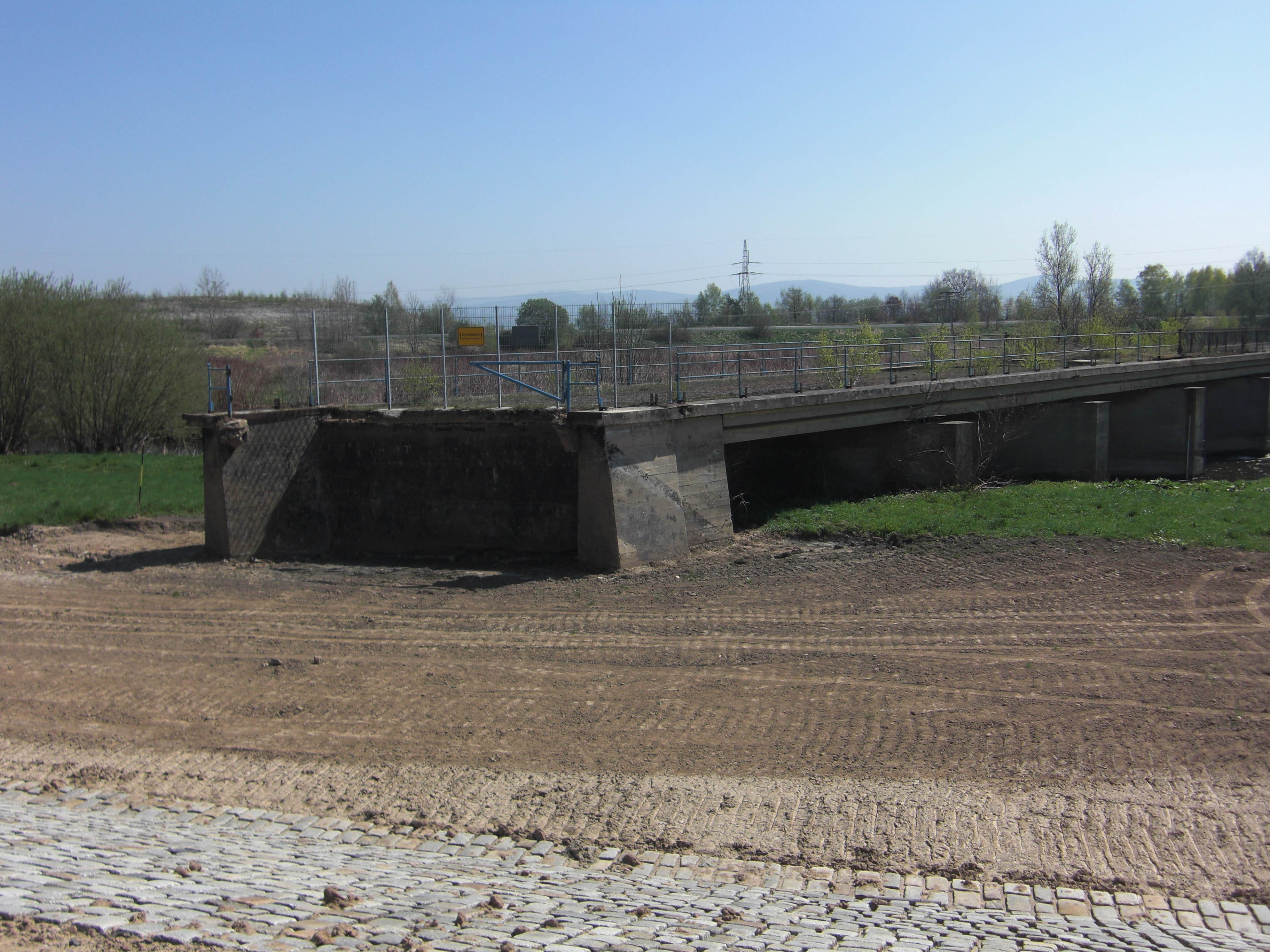
Drausendorfer Brücke. Im April 2012 abgerissen.
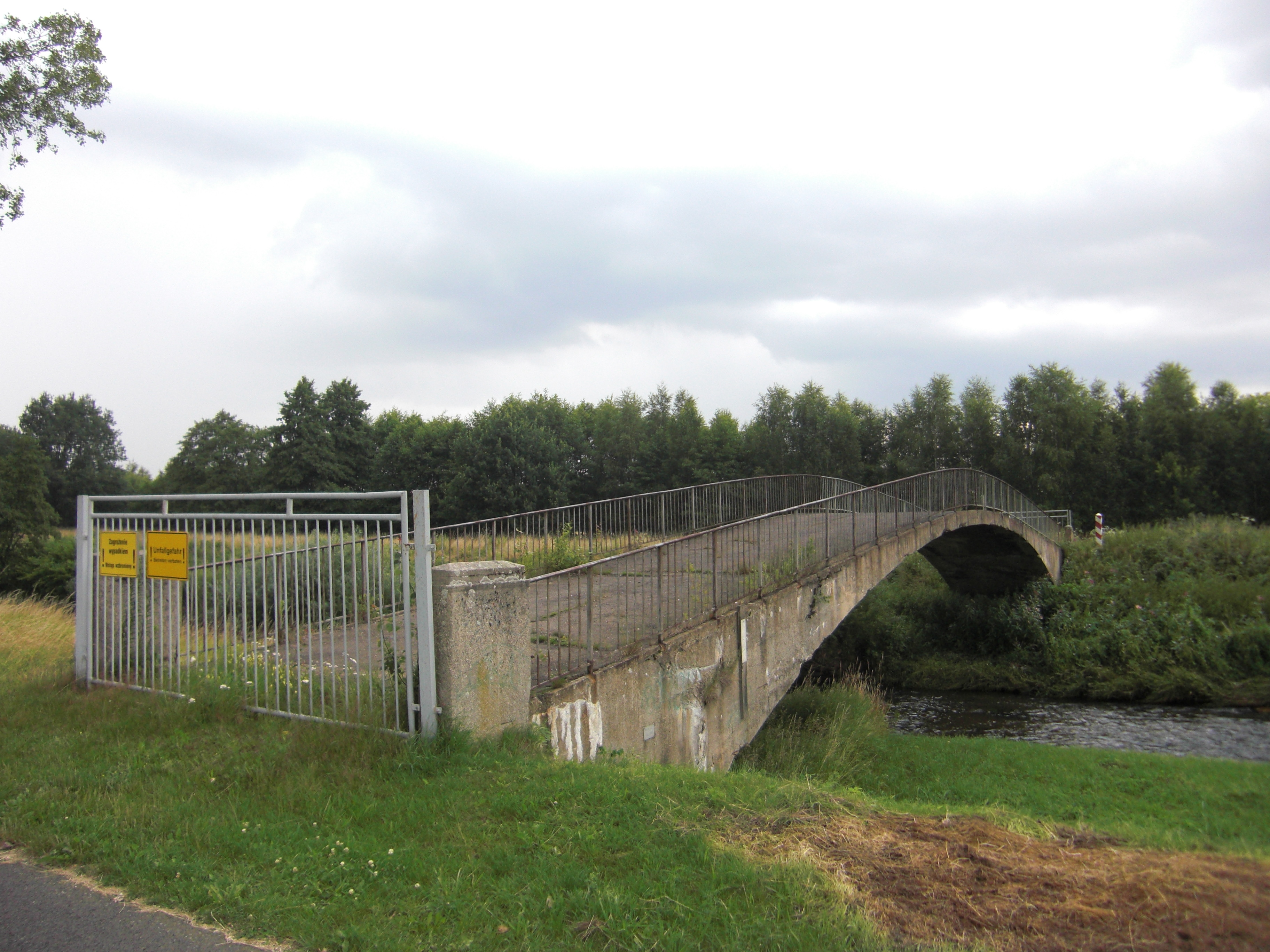
Himmelsbrücke in Zittau.
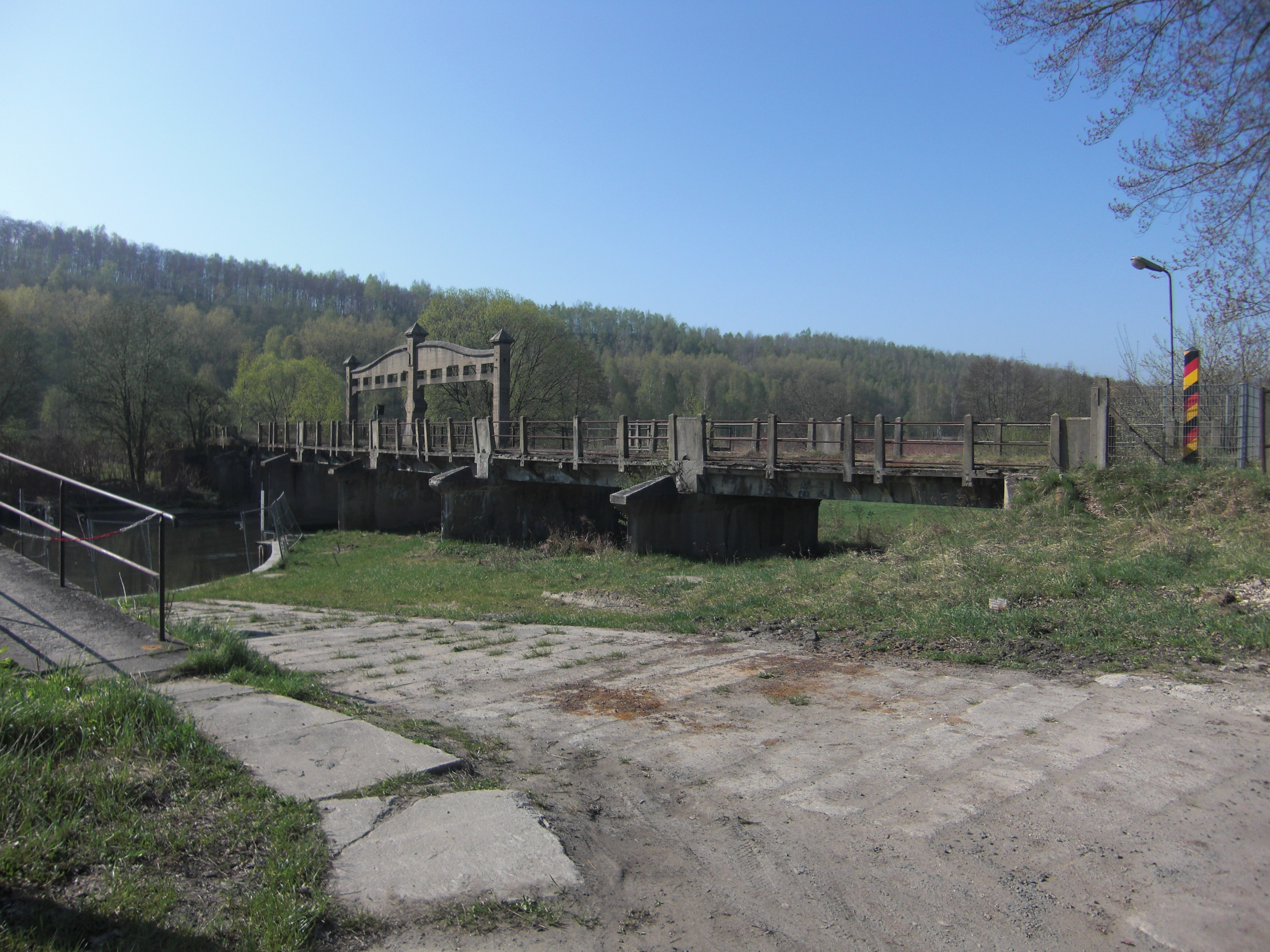
Brücke am ehemaligen Kraftwerk in Hirschfelde
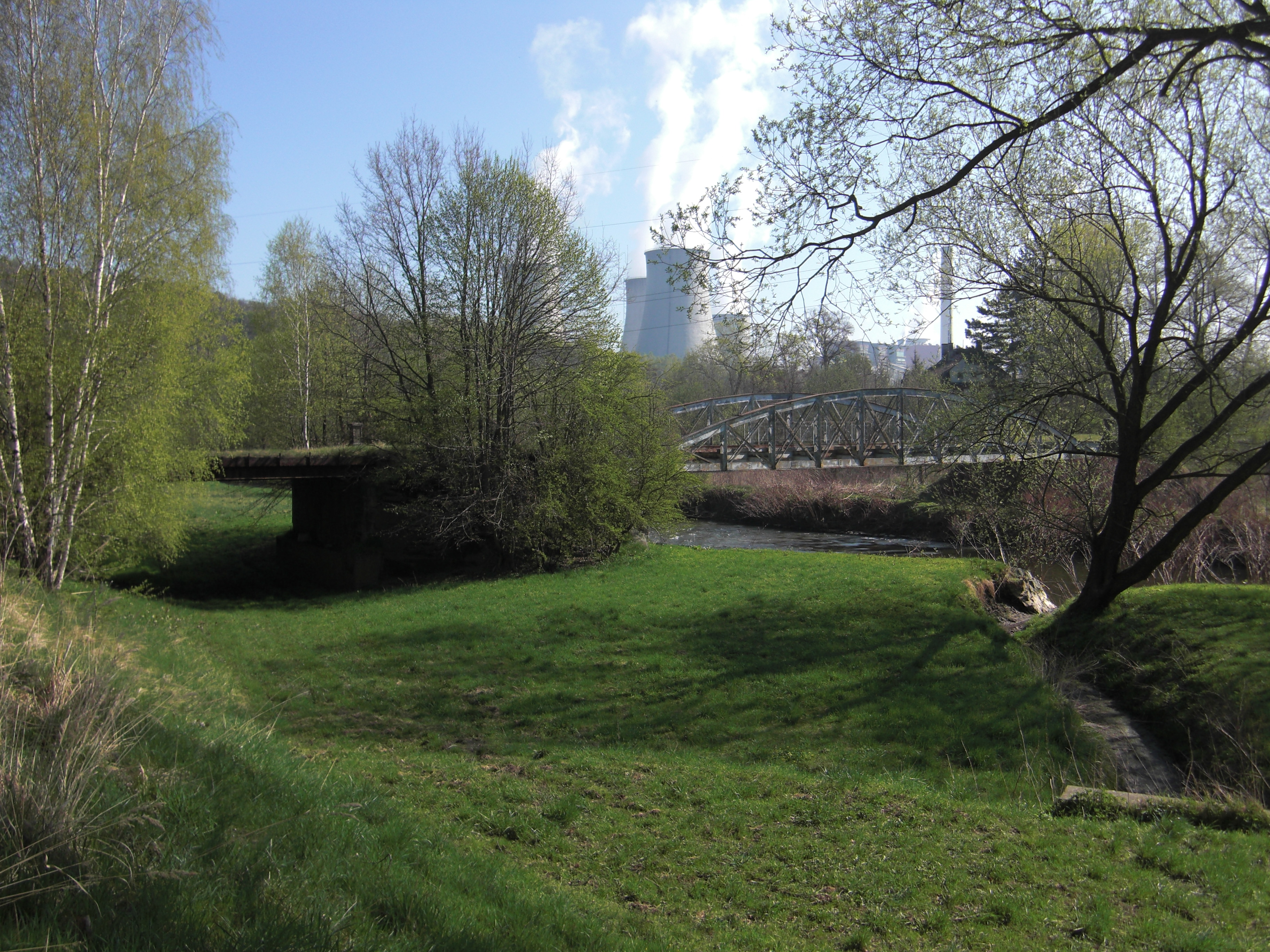
Brücke an der Neißgasse in Hirschfelde
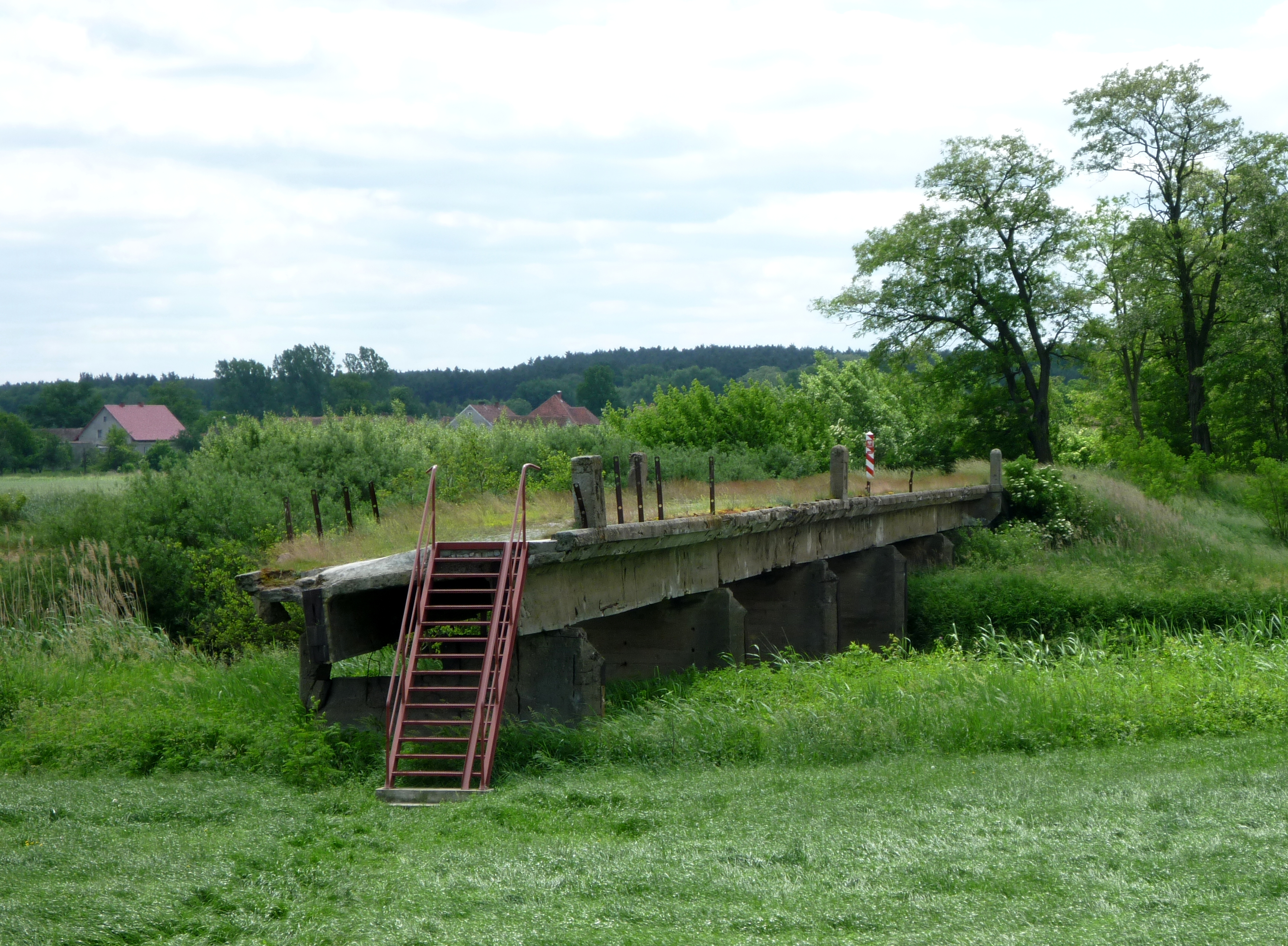
Brücke zwischen Groß Gastrose/Albertinenaue und Gubin-Markosice, für Fußgänger durch eine Treppe nutzbar gemacht

## Wassersport
Wie auch auf der Oder bestehen auf der Neiße seit dem Beitritt Polens zur EU keine besonderen Einschränkungen für den Wassersport. Die Fließgeschwindigkeit der Neiße ist relativ hoch und es gibt Wildwasserabschnitte. Das Befahren der Neiße mit Motorbooten ist auf der gesamten Länge verboten.